# Medalha Coronel José Vargas
A Medalha Coronel José Vargas é uma condecoração militar brasileira, do estado de Minas Gerais, criada por meio da lei estadual nº 13.406, de 20 de dezembro de 1999. Destina-se a agraciar oficiais da Polícia Militar de Minas Gerais que completam cinquenta anos de oficialato. 

## História
A condecoração recebeu este nome em homenagem a José Vargas da Silva, por ter sido o idealizador e primeiro comandante] da Academia de Polícia Militar de Minas Gerais, além de ter ocupado a posição de comandante-geral da Polícia Militar de Minas Gerais..